# セルジュ・クラルスフェルト
セルジュ・クラルスフェルト (Serge Klarsfeld; 1935年9月17日 - ) は、フランスの歴史学者・弁護士。特にフランスから強制移送されたユダヤ人の記憶の継承のために犠牲者名簿を作成・出版し、さらに、妻のベアテ・クラルスフェルトと共にナチスによる戦争犯罪責任を追及し、裁判による正義の実現を求めるナチ・ハンター（戦犯追及者）として活躍した。

## 経歴・業績

### ユダヤ人強制移送
セルジュ・クラルスフェルトは1935年9月17日、ルーマニア系ユダヤ人の実業家の父アルノとロシア系ユダヤ人の母ライッサの第二子としてブカレストに生まれた（姉ジョルジェットは1931年生まれ）。1年後、一家はパリに移住した。1939年、第二次世界大戦が勃発し、父アルノはフランス軍に志願したが、1940年6月に捕虜になり、翌41年春に脱走して家族のもとに逃れた。一家は、ヴィシー政権下、ナチスの追跡から逃れるためにフランス中南部の自由地域を転々とした後、ようやくニースに居を構えた。1943年、アルノはレジスタンス組織に加わった。同年9月30日、一家は親衛隊大尉アロイス・ブルンナーの指揮下で行われた一斉検挙によりゲシュタポの家宅捜索に遭った。アルノは身を犠牲にして家族を匿い、検挙されてドランシー収容所、さらにアウシュヴィッツ＝ビルケナウ強制収容所に送られた。アウシュヴィッツで強制労働に就かされ、翌1944年夏に死去した。セルジュは母ライッサ、姉ジョルジェットと共にオート＝ロワール県（オーヴェルニュ＝ローヌ＝アルプ地域圏）に逃れ、終戦まで生き延びた。彼は後に自著で「一斉検挙の夜のことは生涯記憶に残った。一斉検挙を受け、大切な人を失ったすべてのユダヤ人の子どもたちと同様に。私がユダヤ人としてのアイデンティティを受け継いだのは、ユダヤ教やユダヤ文化によってではなく、背景としてのホロコーストとユダヤ国家・イスラエル国家に対する変わることのない愛情によってである」と語っている。
戦後、一家は経済的な理由からいったんルーマニアに戻った後、1947年1月、再びパリに居を構えた。クラルスフェルトは奨学金を受けて欧州を旅行し、1958年にソルボンヌ大学の歴史学高等専門職課程を修了した。さらに1960年、パリ政治学院で国際関係学の学位を取得した。同年、ドイツ人のベアテ・キュンツェル（1939年ベルリン生まれ）に出会い、1963年に結婚。一男一女をもうけた。長男は、ユダヤの伝統に従って祖父（すなわち、アウシュヴィッツで死去したクラルスフェルトの父）の名前を取ってアルノと名付けられた（後に弁護士になり、また政界においても特にサルコジ政権で重要な役割を担うことになった）。なお、二人が出会った1960年5月11日は、偶然にも後の二人の運命に影響を及ぼす重要な事件が発生した日 ―― 第二次世界大戦後、リカルド・クレメントという偽名を使ってアルゼンチンで逃亡生活を送っていたアドルフ・アイヒマンがイスラエル諜報特務庁（モサド）によってイスラエルに連行された日 ―― に当たる。
1963年5月、クラルスフェルトはORTF（フランス放送協会）に入社し、歴史番組とドラマ番組の制作を担当したが、ORTFが独立した組織ではなく国家権力の影響下にあることに不満を抱き、1966年に辞職した。戦後20年経って、クラルスフェルトは戦時中の父アルノのことを知り、自らのユダヤ人としてのアイデンティティを見出したいと思い、ポーランドからアウシュヴィッツ、ビルケナウと父の形跡を探した。

### ベアテの平手打ち

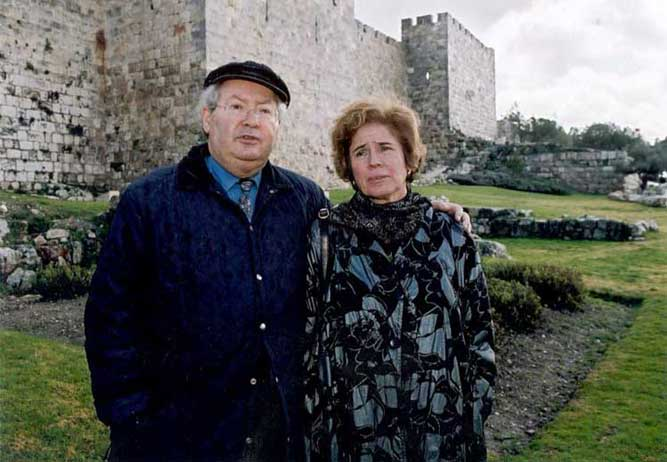
クラルスフェルト夫妻 (エルサレム, 2007年)

1966年にドイツキリスト教民主同盟 (CDU) の党首にナチスで働いた経歴があるクルト・ゲオルク・キージンガーが選ばれると、仏独協力条約に基づいて創設された仏独青少年局 (OFAJ) のバイリンガル事務局を担当していたベアテがこれを公然と非難し、さらにセルジュとの連名で同様の記事を掲載。これを受けて仏独青少年局はベアテを解雇した。ドイツではナチスの戦争犯罪の裁判に対する国民の関心が薄れていたが、クラルスフェルト夫妻は意識啓発のための活動を続けた。1968年4月2日、ベアテはベルリンのCDU党大会でキージンガーの演説を遮り、「キージンガーはナチだ、辞任しろ」と叫び、警備員に連れ出された。さらに同年11月7日のCDU党大会ではキージンガーに平手打ちを食らわせ、逮捕された。禁錮刑1年を言い渡されたが、控訴審で執行猶予付き4か月に減刑された。
実際、ヴィシー政府が積極的にホロコーストに加担した事実はフランスでは1970年代まで隠蔽されていた。英雄的なレジスタンスの歴史だけが絶対視されていたからであり、一方で反ユダヤ主義は勢いを増していた。こうした現状を打破すべくクラルスフェルト夫妻は闘い続け、ベアテの平手打ちはその第一歩であった。世界中のメディアがこの事件を大々的に取り上げ、ベアテが反ユダヤ主義との闘いのシンボルとなったからである。ベアテは、「かつてのナチが党首になるなど許し難いことだ。平手打ちを食らわせたのはこのことをはっきり示すためであり、全世界に対してこれは恥ずべきことだ、許されないことだと言うドイツ人がいることを知ってもらうためである」と語っている。

### ケルン裁判
1971年以降、クラルスフェルト夫妻はまずはフランスにおけるユダヤ人強制移送を主導しながら長く処罰されなかった主要な元（ドイツ人）親衛隊隊員を裁判にかけるために闘っていた。イスラエルに連行されたアイヒマンが、1961年にナチス戦犯責任を問われて裁判にかけられ、死刑判決が下されたことで、60年代から70年代にかけて全世界でナチス戦犯責任の追及に対する関心が高まっていたが、これを取り締まる法律が整備されていなかった。クラルスフェルト夫妻の闘いがようやく実を結んだのが、1979年10月23日から1980年2月11日までケルン地方裁判所で行われた3人の元親衛隊隊員 ―― フランスのユダヤ人数千人の検挙と強制移送を主導したクルト・リシュカ、ボルドーおよびパリのユダヤ人一斉検挙を主導したヘルベルト・ハーゲン、1942年7月のヴェロドローム・ディヴェール大量検挙事件に関与したエルンスト・ハインリッヒゾーン ―― の裁判においてである。この結果、リシュカは懲役10年、ハーゲンは12年、ハインリッヒゾーンは6年の判決を下された。

### 強制収容所移送者記録名簿
この間、セルジュ・クラルスフェルトは、『フランスから強制移送されたユダヤ人の記録名簿 (Mémorial de la déportation des Juifs de France)』を作成・出版した (1978年)。これは強制収容所に移送されたユダヤ人7万6千人を列車ごとに分類した名簿であり、ケルン裁判で最も重要な証拠とされた。クラルスフェルトはさらに1994年まで犠牲になったユダヤ人の子供1万1千人の氏名、生年月日、国籍などの情報や写真を探して調査を続けた。2012年にはその後身元が判明したユダヤ人の名簿を加えた増補版が出版された（1冊の重さは7キロ）。
なお、ナチス・ドイツ占領下の生活を描いたノーベル文学賞受賞作家パトリック・モディアノが『1941年。パリの尋ね人』（原題は主人公のユダヤ人少女の名前からドラ・ブリュデール (Dora Bruder); 1997年出版）を書くきっかけになったのがこの『フランスから強制移送されたユダヤ人の記録名簿』であり、実際、クラルスフェルトから直接ドラに関する情報を入手している。『記録名簿』に衝撃を受けたモディアノは『リベラシオン』紙に掲載された記事で、「文学を生み出す主要な原動力はしばしば記憶なのだ。だから書かねばならなかった唯一の本はセルジュ・クラルスフェルトが書いたようなこの種の『記録名簿』であるように私には思えた。私はセルジュ・クラルスフェルトが示してくれた規範に従おうとした。何日も何日もこの『記録名簿』をひもときながら、私は一人ひとりの人生に関するなにか補足的な事実、住所、どんな些細な情報でもよいから見つけようと試みた」と語っている。
クラルスフェルトはその後、フランスでは特に1944年7月のユダヤ人一斉検挙の一環として子供たちの名簿作成・検挙を主導したアロイス・ブルンナーの調査を行い、シリアに亡命したことが判明すると、ベアテと共に度々シリアに渡り、住所を突き止め、いったんは連絡を取ることができたが、シリア国外に追放された。フランス政府とドイツ政府はこの情報に基づいてシリア政府にブルンナー引き渡しを要求したが、身柄拘束には至らなかった。
2001年、クラルスフェルトが収集した膨大な資料や写真、これに基づいて作成された年譜や解説をまとめたものが、『フランスのショア (La Shoah en France)』全4巻として出版された（子供たちの『記録名簿』は第4巻に所収）。

### 「強制移送されたフランス・ユダヤ人子息子女」協会設立
クラルスフェルト夫妻はまた、ホロコーストの記憶の継承のために1979年に「強制移送されたフランス・ユダヤ人子息子女 (Fils et filles de déportés juifs de France: FFDJF)」協会を設立し、現在でもセルジュ・クラルスフェルトが会長を務めている。

## 著書
- Mémorial de la déportation des Juifs de France (フランスから強制移送されたユダヤ人の記録名簿), 1978.
- Mémorial de la Déportation des Juifs de France (フランスから強制移送されたユダヤ人の記録名簿). 新版増補版. FFDJF (強制移送されたフランス・ユダヤ人子息子女), 2012.
- L'Album d'Auschwitz (アウシュヴィッツ写真集). 共著; 序文シモーヌ・ヴェイユ, Al Dante, 2005
- Adieu les enfants (1942-1944) (さようなら、子供たち), Fayard, 2005
- L'étoile des Juifs (ユダヤ人の星), L'Archipel, 2002
- En souvenir de Georgy : Lettres de la maison d'Izieu : 1935-1944 (ジョルジの思い出 ― イジューの家からの手紙)、Aperture, 2002
- La Shoah en France (septembre 1942-août 1944) (フランスのショア ― 1942年9月 - 1944年8月), Fayard, 2001
- 第1巻：Vichy-Auschwitz. La solution finale de la question juive en France (ヴィシー・アウシュヴィッツ ― フランスのユダヤ人問題の最終的解決におけるヴィシー政権の役割 ; 初版1983年）
- 第2巻：Le calendrier des déportations (強制移送日程 ; 初版1993年）
- 第3巻：Le calendrier des déportations
- 第4巻：Le mémorial des enfants juifs déportés de France (フランスから強制移送されたユダヤ人の子供たちの記録名簿; 初版1994年）
- La spoliation dans les camps de province (地方の収容所における略奪), 共著, La Documentation Française, 2000
- Destin à part. Seul déporté rescapé de la rafle de Clans du 25 octobre 1943 (例外的な運命 ― 1943年10月25日、一族の一斉検挙で強制移送され生還したたった一人のユダヤ人), 共著, L'Harmattan, 2000
- La rafle de la rue Sainte-Catherine à Lyon le 9 février 1943 (1943年2月9日、リヨン、サント・カトリーヌ通りの一斉検挙)
- Les transferts de juifs du camp de Rivesaltes et de la région de Montpellier vers le centre de Drancy en vue de leur déportation, 10 août 1942 (1942年8月10日、強制移送を目的としたリヴザルト収容所およびモンペリエ地域からドランシー収容所へのユダヤ人移送), 1993
- Journal de Louis Aron, Directeur de la Maison Israélite de Refuge pour l'enfance: Neuilly-sur-Seine 1939, Crocq (Creuse) 1939-1942 (ユダヤ人未成年者避難所の運営者ルイ・アロンの日誌 ― ヌイイ＝シュル＝セーヌ1939年、クロック（クルーズ県）1939-1942年), FFDJF, ベアテ・クラルスフェルト財団等共著, 1998
- La traque des nazis - De 1945 à nos jours (ナチス追及 ― 1945年から現在まで), 共著, ACROPOLE, 2010
- La traque des criminels nazis (ナチス戦争犯罪者の追及), 共著, Éditions Tallandier, 2013
- Le combat d'une vie, 25 ans à traquer les nazis (ある人生の闘い ― ナチスを追及して25年), J'AI LU - LIBRIO, 2015
- Mémoires (回想録), ベアテ・クラルスフェルトとの共著, Fayard / Flammarion, 2015.